# Vileres
Vileres és un paratge del terme municipal de la Pobla de Segur, al Pallars Jussà.
Està situat just al nord de la vila de la Pobla de Segur, en el coster que comença a la mateixa vila cap al nord. A la carena de Vileres hi ha la Cabana de l'Altisent i la cambra de càrrega de la canonada forçada que alimenta les turbines de la Central Hidràulica de la Pobla de Segur.